# Hajar Abyad
Hajar Abyad (tiếng Ả Rập: حجر الابيض; còn đánh vần là Hajar al-Abyad) là một ngôi làng ở phía bắc Syria nằm ở phía tây Homs thuộc tỉnh Homs. Theo Cục Thống kê Trung ương Syria, Hajar Abyad có dân số 351 người trong cuộc điều tra dân số năm 2004. Cư dân của nó chủ yếu là Alawites.